# Каркабосо
Каркабосо (ісп. Carcaboso) — муніципалітет в Іспанії, у складі автономної спільноти Естремадура, у провінції Касерес. Населення — 1118 осіб (2010).
Муніципалітет розташований на відстані близько 220 км на захід від Мадрида, 65 км на північ від Касереса.
На території муніципалітету розташовані такі населені пункти: (дані про населення за 2010 рік)
- Каркабосо: 1082 особи
- Вальдерросас: 36 осіб

## Демографія
Динаміка населення (INE ):

## Галерея зображень

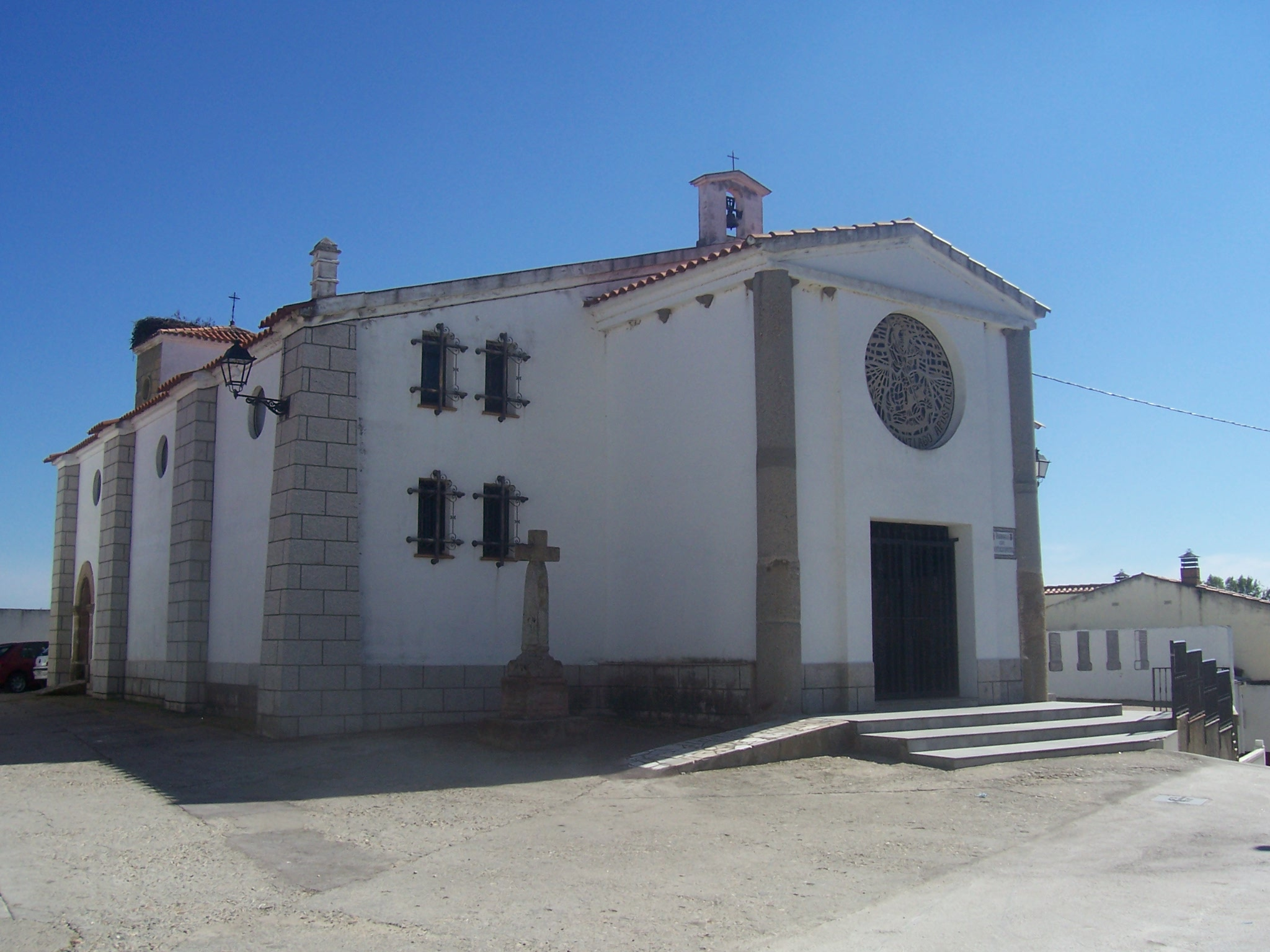
Церква Сантьяго-Апостол, Каркабосо